# علاءالدین و چراغ جادو (فیلم ۱۹۷۰)
علاءالدین و چراغ جادو (به فرانسوی: Aladin et la Lampe Merveilleuse) انیمیشنی در سبک تخیلی و ماجراجویی به کارگردانی ژان ایماژ محصول فرانسه ساخته شده در سال ۱۹۷۰ است. داستان این فیلم کمابیش بر اساس داستان علاءالدین در قصه‌های هزار و یک شب می‌باشد.